# کاکرن، انتاریو
کاکرن، انتاریو (به انگلیسی: Cochrane, Ontario) یک منطقهٔ مسکونی در کانادا است که در بخش کوکرین واقع شده‌است. کاکرن ۵٬۳۲۱ نفر جمعیت دارد و ۲۷۴٫۹۰ متر بالاتر از سطح دریا واقع شده‌است.